# Gallipolis, Ohio
Gallipolis är en ort (village) i södra Ohio i USA. Den har enligt United States Census Bureau en area på 9,9 km². Gallipolis är administrativ huvudort i Gallia County. Ortnamnet som syftar på Gallien har med tidig invandring från Frankrike att göra.

## Kända personer från Gallipolis
- Jenny Holzer, konceptkonstnär